# Asociación Mundial de Educación Especial
La Asociación Mundial de Educación Especial es una entidad internacional, cuyo objetivo es el desarrollo de la educación y atención a niños con necesidades educativas especiales conectando familia, escuela y sociedad.
Agrupa a personas naturales y jurídicas. Su presidente es Orlando Terré Camacho.
La Asociación Mundial de Educación Especial realiza Encuentros Mundiales para reflexionar sobre las novedades que ocurren en el ámbito de la educación especial. Estos se han realizado en Cancún (1997), La Habana (1998), Buenos Aires (2000), Santo Domingo (2002), Lima (2003), Madrid (2004), Saltillo-Coahuila (2005), Mendoza (2009), Sonora (2011) y La Habana (2013).
La Asociación Mundial de Educación Especial ha premiado al líder cubano Fidel Castro y al político argentino Jorge Capitanich.